# Burg bei Murten
Burg bei Murten (toponimo tedesco) è una frazione del comune svizzero di Morat, nel Canton Friburgo (distretto di Lac).

## Storia

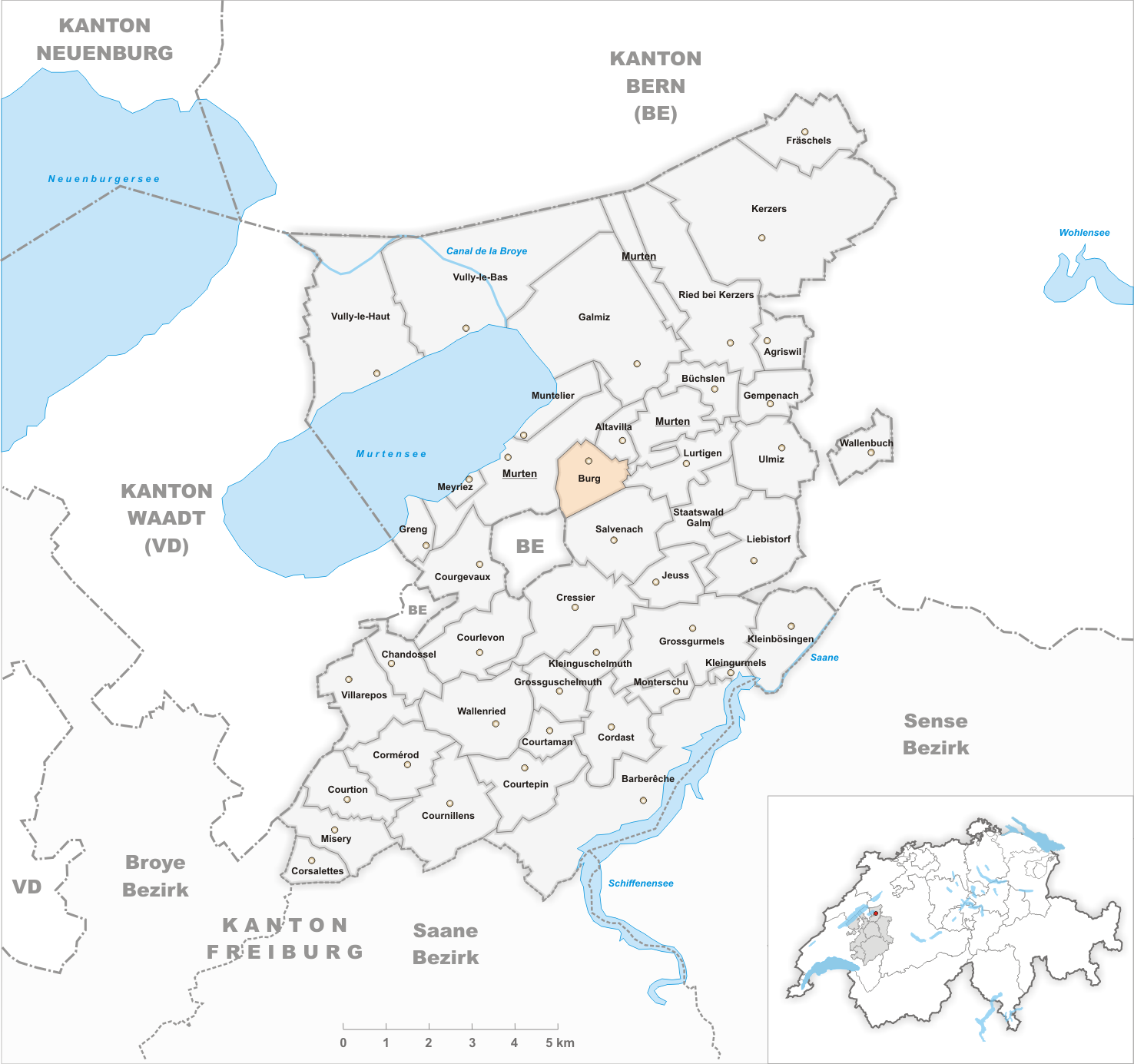
Il territorio del comune di Burg bei Murten prima degli accorpamenti comunali del 1975

Già comune autonomo, nel 1975 è stato accorpato a Morat.

## Società

### Evoluzione demografica
L'evoluzione demografica è riportata nella seguente tabella:
Abitanti censiti

## Amministrazione
Ogni famiglia originaria del luogo fa parte del comune patriziale che ha la responsabilità della manutenzione di ogni bene comune.